# Brauner Kellerschwamm
Der Braune Kellerschwamm (Coniophora puteana), auch Brauner Warzenschwamm oder Dickhäutiger Braunsporrindenpilz genannt, ist eine holzzersetzende Pilzart aus der Familie der Braunsporrindenpilzverwandten. Neben dem Echten Hausschwamm ist er in unseren Breiten einer der am häufigsten vorkommenden Schadpilze in Gebäuden. Der Name „Kellerschwamm“ ist irreführend, weil der Pilz keineswegs auf Kellerräume beschränkt ist, sondern bei geeigneten Lebensbedingungen in allen Gebäudeteilen sowie an feuchten Stellen an Totholz im Wald auftreten kann.

## Merkmale

### Fruchtkörper
Der Braune Kellerschwamm bildet dünne, flach am Substrat anliegende Fruchtkörper aus, die anfangs weiß sind, bald aber eine braune Farbe annehmen. Der Zuwachsrand bleibt weiß. Charakteristisch ist die meistens auftretende Ausformung kleiner warzenartiger Erhebungen auf der Oberfläche der Fruchtschicht. Der Pilz riecht muffig und nach Verwesung.

### Myzel

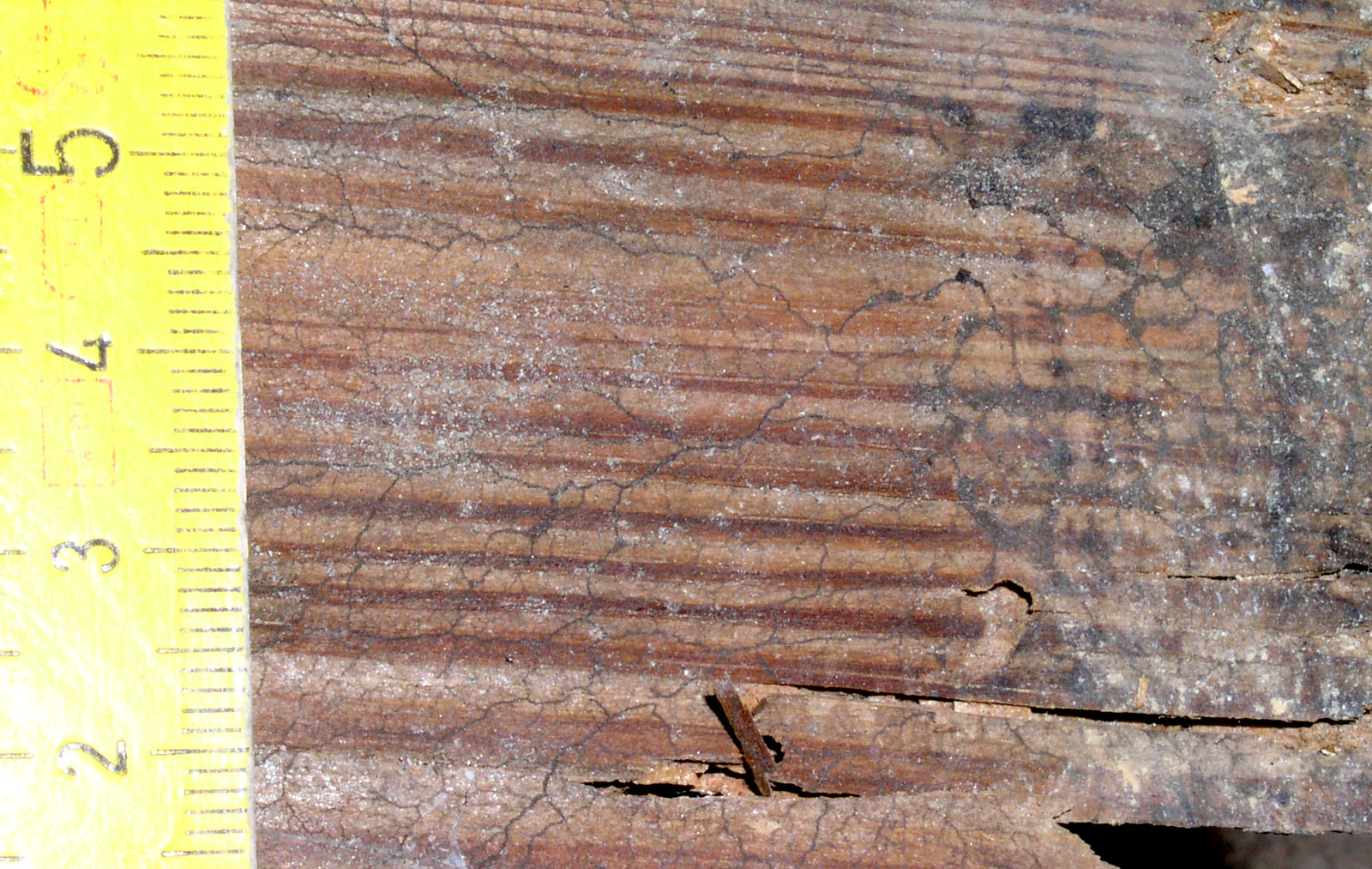
Fein verzweigtes, wurzelartiges Strangmyzel

Der Braune Kellerschwamm bildet ein wurzelartig verzweigtes Strangmyzel aus, das zunächst hell ist, später aber in der Regel eine dunkelbraune Farbe  annimmt. Mit seinem Strangmyzel ist der Kellerschwamm in der Lage, bei Vorliegen einer Nährstoff- und Feuchtequelle auch Mauerwerk und andere Baustoffe großflächig zu überwachsen.

## Ökologie
Wie auch bei anderen Pilzen bestehen die Lebensvoraussetzungen für den Braunen Kellerschwamm im Vorhandensein von Nährsubstrat (in diesem Fall Holz), ausreichender Feuchtigkeit und einem geeigneten Temperaturmilieu.
Der Braune Kellerschwamm benötigt für seine Entwicklung eine relativ hohe Holzfeuchte von etwa 50 % bis 60 %. Die Temperaturspanne, in welcher der Pilz wachsen kann, reicht von ca. 3 °C bis 38 °C, wobei das Optimum bei ca. 23 °C liegt.

## Schadbild

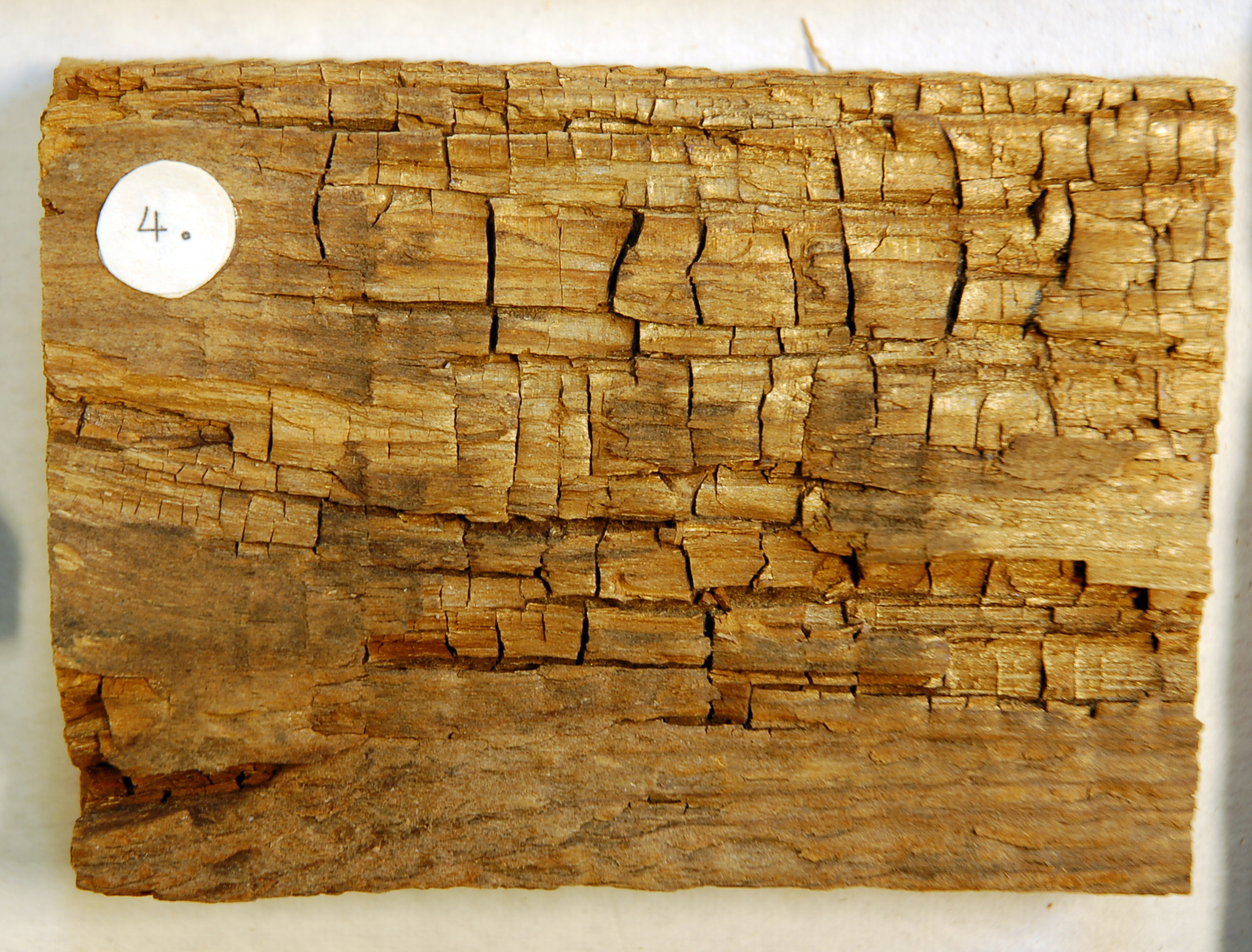
Durch den Braunen Kellerschwamm verursachte Braunfäule

Der Braune Kellerschwamm verursacht im befallenen Holz eine Braunfäule. Durch den Abbau der Zellulose, die einen der Hauptbestandteile des Holzes darstellt, verliert dieses rasch an Festigkeit und Masse. Es nimmt eine dunkelbraune Farbe an und entwickelt eine für Braunfäuleschäden typische, querrissige Struktur, den sogenannten Würfelbruch. Im fortgeschrittenen Stadium des Befalls besitzt das Holz keinerlei Tragfähigkeit mehr und lässt sich zwischen den Fingern zu Pulver zerreiben.

## Bekämpfung und Vorbeugung
Die Bekämpfung eines Befalls durch den Braunen Kellerschwamm richtet sich in Deutschland nach der DIN 68800 Teil 4. Der Braune Kellerschwamm wird hierbei zu den „Nassfäulepilzen“ gezählt, da er für sein Wachstum eine höhere Holzfeuchte benötigt als der Echte Hausschwamm. (Der Begriff „Nassfäule“ ist jedoch umstritten, da jeder Befall durch holzzerstörende Pilze auf erhöhter Feuchtigkeit beruht.)
Als Bekämpfungsmaßnahme sieht die DIN vor, dass die betroffenen Holzbauteile zu entfernen sind (Rückschnitt um 0,30 m über den sichtbaren Befall hinaus). Es kann  erforderlich sein, die verbleibenden Holzteile mittels Bohrlochtränkung mit vorbeugend wirksamen chemischen Holzschutzmitteln zu behandeln.
Die wichtigste Maßnahme zur Verhinderung eines Befalls besteht jedoch darin, dafür zu sorgen, dass das Holz keiner erhöhten Feuchte ausgesetzt ist. Holz, dessen Holzfeuchte dauerhaft unterhalb des Fasersättigungsbereiches liegt, kann nicht durch holzzerstörende Pilze angegriffen werden.
Ein Befall durch den Braunen Kellerschwamm tritt häufig auf, wenn Holz mit feuchtem Mauerwerk oder Erdreich in Kontakt steht, z. B. in feuchten Kellerräumen oder nicht unterkellerten Erdgeschossen. Ebenso können aber auch undichte Dächer, schadhafte Wasserleitungen oder Tauwasseranfall infolge bauphysikalischer Probleme die Ursache sein.